# 挑戰者 (2024年電影)
《挑戰者》（英語：Challengers）是一部2024年上映的美國浪漫運動劇情片，由盧卡·格達戈尼諾執導，贊達亞、喬許·歐康納和麥克·費斯主演。電影圍繞一段橫跨13年的愛情三角關係，講述一位因傷轉任教練的前網球新秀、她的網球冠軍丈夫以及她的前男友之間的情感糾葛，最終兩個男主角在一場挑戰賽中對決，將這段錯綜關係推向高潮。
電影2024年4月26日在美國上映，影評界普遍給予讚譽。

## 劇情大綱
高中生帕德烈·斯威和雅茨·唐納森是兒時好友兼網球雙打拍檔。在2006年，他們贏得美國網球公開賽青少年雙打冠軍後，遇到了備受讚譽的年輕網球新秀泰絲·鄧肯，兩人都被泰絲所吸引。帕德烈成功邀請泰絲到他們的酒店房間約會，三人在房間裏親熱，但泰絲打斷了進一步的發展，並表示翌日青少年單打決賽的獲勝者可得獲得她的電話號碼。最終帕德烈贏得比賽。
在2007年，泰絲和雅茨進入了史丹福大學打大學網球，而帕德烈則成為職業球員，並與泰絲維持異地戀。雅茨曾分別私下向泰絲和帕德烈表示他們的伴侶沒認真看待這段感情。帕德烈探訪泰絲時，泰絲在他沒要求的情況下給予他網球方面的建議，兩人因此發生了爭執。帕德烈缺席旁觀泰絲緊接下來的比賽，泰絲在比賽中卻因情緒受影響而意外受傷。帕德烈匆忙趕回，卻遭泰絲憤怒驅逐，雅茨亦站在泰絲一方，與帕德烈絕交。雅茨嘗試幫助泰絲康復，她卻未能恢復其網球生涯。
在2009年，泰絲重新聯繫雅茨並成為他的教練，兩人亦開始交往。到了2011年，兩人已訂婚，而雅茨的網球事業正如日方中。泰絲和帕德烈在亞特蘭大意外相遇並發生了一夜情，卻被雅茨暗中發現。
在2019年，泰絲和雅茨已是一對有權有錢的夫妻，並育有一女。在泰絲的指導下，雅茨成了頂尖的職業網球選手，距離實現生涯大滿貫只差一座美國公開賽冠軍，但他在一次受傷後卻一直欠缺信心。泰絲安排雅茨以外卡選手身份參加紐約州新羅謝爾的挑戰賽，希望他能通過擊敗低級對手來重拾信心並恢復狀態。帕德烈此時是一個居無定所的球員，靠低級別賽事的獎金勉強維持生計，他碰巧也參加了這場賽事。
帕德烈感覺到雅茨對比賽的厭倦，他私下請求泰絲擔任自己的教練，帶領他取得最後一個勝利賽季，但泰絲斷然拒絕。雅茨和帕德烈分別從種子名單的兩端逐步晉級至決賽。決賽前夕，帕德烈試圖與雅茨重修舊好，但遭雅茨冷漠拒絕。
當晚雅茨告訴泰絲，無論能否贏得這次公開賽，他都計劃在本賽季結束後退役，儘管他知道泰絲一直透過他來間接地活出自己的網球生涯。泰絲無奈接受，但亦明言如果雅茨明天輸了，她就會離開他。之後，泰絲秘密與帕德烈會面，要求他故意輸掉比賽，帕德烈勉強答應了，兩人隨後在他的車內發生性關係。
決賽當天，泰絲在觀眾席上觀看雅茨和帕德烈的比賽。帕德烈贏得了第一盤，雅茨贏得了第二盤。在關鍵的第三盤中，雅茨率先拿到賽點，此時帕德烈向雅茨暗示他與泰絲發生了性關係，震驚的雅茨讓帕德烈得分令他們再次打平。比賽進入搶七局，雅茨和帕德烈激烈地來回對擊。雅茨在網前跳起進行截擊，他與帕德烈在球網上相撞並緊緊擁抱在一起。泰絲在觀眾席上歡呼。

## 演員
| 演員          | 角色        | 介紹 |
| ------------- | ----------- | --- |
| 贊達亞        | 泰絲·鄧肯   | 泰絲曾是一位年輕的網球新秀，但因傷被迫提前退役，隨後轉型成為雅茨的網球教練。在愛情方面，她在帕德烈和雅茨之間徘徊不定。 監製艾米·帕斯卡與千蒂亞曾於多部《蜘蛛俠》系列電影中合作，而帕斯卡在為泰絲一角選角時第一時間就想到千蒂亞。千蒂亞接下這個角色，因她覺得這可令她的演出事業有所突破，從慣常飾演青少年角色轉型到更成熟的角色。 |
| 喬許·歐康納   | 帕德烈·斯威 | 帕德烈曾與泰絲交往，但一次意外令他與泰絲及好友雅茨反目。多年後他和雅茨在一個挑戰賽上再度交集。 選角是由導演盧卡·格達戈尼諾建議。 |
| 麥克·費斯     | 雅茨·唐納森 | 雅茨在妻子泰絲的指導下成為了一名頂尖的職業網球選手。後來在一次比賽中重遇已反目的昔日好友帕德烈，而雅茨從沒戰勝過對方。 關於雅茨的選角，加達連奴曾考慮《西城故事》其中兩位演員麥克·費斯和大衛·艾華利斯。起初費斯並不感興趣，但在經理人的堅持下他前往倫敦與千蒂亞試鏡。費斯自覺表現不佳，但加達連奴卻很喜歡他對這個角色的詮釋。    |
| 達內爾·阿普林 | 決賽裁判    | 達內爾·阿普林是千蒂亞的好友兼私人助理。在攝影測試期間，加達連奴要求他坐在裁判椅上，起初阿普林以為他只是充當臨時替身，但加達連奴進而邀請他扮演決賽裁判。在得到千蒂亞的支持後，阿普林接受了這個邀請，並按加達連奴的要求到裁判學校上課。阿普林花了三個星期完成拍攝。                                                                |
| AJ·利斯特     | 莉莉·唐納森 | 泰絲和雅茨的女兒。 |
| 海莉·蓋茲     | 海倫        | 帕德烈的約會對象。 |

## 製作

### 發展
編劇賈斯汀·庫里茨克斯在觀看2018年美國網球公開賽莎蓮娜·威廉絲對決大坂直美的比賽後，決定製作一部網球電影。在那場比賽中，威廉絲因接受場邊教練的指導而遭判罰。庫里茨克斯從未聽聞過這道規則，他認為這很具戲劇性，於是思考如何可用電影語言沉默地表達這種情境下的張力。在為劇本做研究時，庫里茨克斯讀了安德烈·阿加斯的回憶錄，當中敘述阿加斯的教練布拉德·吉爾伯特曾安排他參加內華達州的一場挑戰賽，這段經歷成為電影角色雅茨的故事線靈感來源。
庫里茨克斯在創作劇本時，對角色的背景早有清晰設定：泰絲一定是一個黑人女性，帕德烈一定是一個非常富有的猶太男子，雅茨一定是一個稍為富裕的WASP。他認為一個網球故事必須要有黑人女性角色的存在，因為這才能真實反映過去十年美國女子網球的實況。
劇本於2021年12月登上該年度「劇本黑名單」，這是一份未製成電影的優良劇本的榜單。同年，製作人艾米·帕斯卡和麗素·奧康納（Rachel O'Connor）讀過劇本後十分喜愛，帕斯卡於是將劇本寄給她一直渴望合作的盧卡·格達戈尼諾。加達連奴受訪時提到，庫里茨克斯的劇本、帕斯卡以及贊達亞都是令他想去製作本片的重要因素。庫里茨克斯按加達連奴的要求下增加了帕德烈和雅茨親吻的場景，因加達連奴認為任何三角戀中，三個角都必須相互聯繫。
2022年初，米高梅時任主席奇雲·烏爾里希（Kevin Ulrich）與加達連奴商討《骨肉的總和》的發行時，得悉加達連奴正在開發一個「由千蒂亞主演的性感網球故事」。烏爾里希隨即聯絡時任美高梅負責人米高·德·盧卡和帕美拉·阿布迪，並在24小時內談妥了一份涵蓋這兩部電影的發行協議。當亞馬遜公司完成收購美高梅後，亦繼承了本片的發行權。2022年2月，美高梅宣佈本片由千蒂亞、喬許·歐康納和麥克·費斯主演。而千蒂亞作為主演兼監製，獲得了1000萬美元的酬勞。

### 拍攝
主體拍攝於2022年5月2日在波士頓展開。當地舉辦了一場試鏡活動，邀請居民參與演出，擔任網球運動員、一般臨時演員和替身角色。
薩永布·穆克迪普羅擔任電影攝影師。西班牙奢侈品牌羅威的創意總監祖拿芬·安達臣擔任劇裝設計師。
為了準備角色，千蒂亞與職業網球運動員轉任教練的布拉德·吉爾伯特進行了為期三個月的訓練。吉爾伯特同時擔任本片顧問。費斯為了讓自己更像網球運動員，增重了30磅。演員們從早上6時到正午在網球中心接受訓練，下午時間則進行拍攝工作。
本片於2022年6月26日殺青。

### 後期製作
加達連奴在《沙丘瀚戰：第二章》片場中拜訪千蒂亞，以完成《挑戰者》的自動對白替換。後期製作於2023年4月完成。

## 音樂
本片的原創配樂由特倫特·雷澤諾和阿提克斯·羅斯聯手創作，兩人此前曾於《骨肉的總和》與加達連奴合作。《挑戰者》電影原聲專輯於2024年4月26日電影在美國上映當日，由米蘭唱片數位發行。
與Boys Noize合作的混音專輯搶先於2024年4月12日發布，比正式原聲專輯早了兩周。

## 發行
本片的上映日期曾多次調整，最初定於2023年8月11日，後改為9月15日。原計劃作為第80屆威尼斯影展的開幕影片進行世界首映，但受SAG-AFTRA發動的罷工影響，演員無法出席首映及宣傳活動，亞馬遜米高梅工作室最終決定再度延期上映並退出影展。
本片最終於2024年3月26日在雪梨舉行首映，其後陸續於巴黎、羅馬、倫敦以及洛杉磯舉行首映，其中洛杉磯的首映活動更邀請到網球選手雲露絲·威廉絲出席。本片在北美由亞馬遜美高梅工作室發行，於2024年4月26日正式上映。
華納兄弟影業是本片的國際發行商。最初計劃本片在法國不會經院線上映，而是直接於Amazon Prime Video上架。但此決策在2024年1月被推翻，本片最終於2024年4月24日在法國院線上映。
本片於2024年5月17日登陸串流服務平台Amazon Prime Video和Apple TV+供人租借線上觀看。
本片的DVD與藍光光碟於2024年7月9日發行。

## 迴響

### 票房
《挑戰者》在北美的票房收入為5,012萬美元，在其他地區的收入為4,600萬美元，全球總票房達9,612萬美元。
《挑戰者》與《隊冧全世界》和《無名英雄》同期在北美上映，首週末預計在3,477家影院中獲得1,200萬至1,500萬美元票房。電影開畫日票房達620萬美元，其中包括週四晚預映的190萬美元。本片首週末票房達1,500萬美元，成為了美國本土票房冠軍，亦是導演加達連奴職業生涯中最高的美國本土開畫票房紀錄。
在第二個週末，本片北美票房收入為759萬美元，較首週末下跌49%，位居新片《特技狂人》和重映的《星球大戰前傳：魅影危機》之後，排名第三。
| 上一届： 《美帝崩裂》 | 2024年美國週末票房冠軍 第17週 | 下一届： 《特技狂人》 |

### 評價
根据評論匯總网站爛番茄汇总的370篇评论文章，88%的评论家给予该作正面评价，使之獲得「認證新鮮」標識，平均打分为8.0分（满分10分）。该网站总结的评论家共识是“三位優秀的表演者以明星魅力來回交鋒，從未失誤，《挑戰者》是一場動感與性感兼備的球場狂歡。”在Metacritic上，64位影評人共給予了82分的分數（滿分100分），這部電影獲得了「一致好評」。據影院評分調查，觀眾的評價在A+至F間落於「B+」。而PostTrak調查的觀眾給了77%的正面評分，其中59%的人表示他們肯定會推薦這部電影。

### 獲獎與提名
| 獎項                      | 日期           | 類別                                 | 入圍者／作品                 | 結果 | 參考          |
| ------------------------- | -------------- | ------------------------------------ | ---------------------------- | ---- | ------------- |
| 阿斯特拉季中獎            | 2024年7月3日   | 最佳影片                             | 《挑戰者》                   | 提名 | [ 39 ]        |
| 阿斯特拉季中獎            | 2024年7月3日   | 最佳導演                             | 盧卡·格達戈尼諾              | 提名 | [ 39 ]        |
| 阿斯特拉季中獎            | 2024年7月3日   | 最佳男主角                           | 喬許·歐康納                  | 提名 | [ 39 ]        |
| 阿斯特拉季中獎            | 2024年7月3日   | 最佳女主角                           | 贊達亞                       | 獲獎 | [ 39 ]        |
| 阿斯特拉季中獎            | 2024年7月3日   | 最佳男配角                           | 麥克·費斯                    | 提名 | [ 39 ]        |
| 阿斯特拉季中獎            | 2024年7月3日   | 最佳劇本                             | 賈斯汀·庫里茨克斯            | 獲獎 | [ 39 ]        |
| 荷李活音樂媒體獎          | 2024年11月20日 | 最佳原創歌曲 - 劇情片                | "Compress/Repress"           | 提名 | [ 40 ]        |
| 荷李活音樂媒體獎          | 2024年11月20日 | 最佳原創配樂 - 劇情片                | 特倫特·雷澤諾、阿提克斯·羅斯 | 提名 | [ 40 ]        |
| 哥譚獎                    | 2024年12月2日  | 最佳劇情片                           | 《挑戰者》                   | 提名 | [ 41 ]        |
| 哥譚獎                    | 2024年12月2日  | 聚光燈貢獻                           | 贊達亞                       | 獲獎 | [ 42 ]        |
| 阿斯特拉電影獎            | 2024年12月8日  | 最佳影片                             | 《挑戰者》                   | 提名 | [ 43 ]        |
| 阿斯特拉電影獎            | 2024年12月8日  | 最佳喜劇或音樂片                     | 《挑戰者》                   | 獲獎 | [ 43 ]        |
| 阿斯特拉電影獎            | 2024年12月8日  | 最佳原創劇本                         | 賈斯汀·庫里茨克斯            | 提名 | [ 43 ]        |
|                           | 2024年12月8日  | 最佳攝影                             | 薩永布·穆克迪普羅            | 提名 | [ 43 ]        |
| 最佳電影剪接              | 2024年12月8日  | 馬可·哥斯達                          | 獲獎                         |      | [ 43 ]        |
| 最佳市場營銷活動          | 2024年12月8日  | 《挑戰者》                           | 提名                         |      | [ 43 ]        |
| 最佳原創配樂              | 2024年12月8日  | 特倫特·雷澤諾、阿提克斯·羅斯         | 提名                         |      | [ 43 ]        |
| 最佳聲效                  | 2024年12月8日  | 《挑戰者》                           | 提名                         |      | [ 43 ]        |
| 最佳原創歌曲              | 2024年12月8日  | "Compress/Repress"                   | 提名                         |      | [ 43 ]        |
| 波士頓影評人協會獎        | 2024年12月8日  | 最佳剪接                             | 馬可·哥斯達                  | 獲獎 | [ 44 ]        |
| 洛杉磯影評人協會獎        | 2024年12月8日  | 最佳音樂                             | 特倫特·雷澤諾、阿提克斯·羅斯 | 獲獎 | [ 45 ]        |
| 華盛頓特區影評人協會獎    | 2024年12月8日  | 最佳原創劇本                         | 賈斯汀·庫里茨克斯            | 提名 | [ 46 ]        |
| 華盛頓特區影評人協會獎    | 2024年12月8日  | 最佳配樂                             | 特倫特·雷澤諾、阿提克斯·羅斯 | 獲獎 | [ 46 ]        |
| 密芝根影評人協會獎        | 2024年12月9日  | 最佳劇本（改編或原創）               | 賈斯汀·庫里茨克斯            | 提名 | [ 47 ]        |
| 聖地牙哥影評人協會獎      | 2024年12月9日  | 最佳影片                             | 《挑戰者》                   | 提名 | [ 48 ] [ 49 ] |
| 聖地牙哥影評人協會獎      | 2024年12月9日  | 最佳原創劇本                         | 賈斯汀·庫里茨克斯            | 亚军 | [ 48 ] [ 49 ] |
| 聖地牙哥影評人協會獎      | 2024年12月9日  | 最佳剪接                             | 馬可·哥斯達                  | 亚军 | [ 48 ] [ 49 ] |
| 聖地牙哥影評人協會獎      | 2024年12月9日  | 最佳音樂運用                         | 《挑戰者》                   | 亚军 | [ 48 ] [ 49 ] |
| 阿特蘭大影評人協會獎      | 2024年12月9日  | 前十最佳電影                         | 《挑戰者》                   | 第二 | [ 50 ]        |
| 阿特蘭大影評人協會獎      | 2024年12月9日  | 最佳原創配樂                         | 特倫特·雷澤諾、阿提克斯·羅斯 | 獲獎 | [ 50 ]        |
| 芝加哥影評人協會獎        | 2024年12月11日 | 最佳原創劇本                         | 賈斯汀·庫里茨克斯            | 提名 | [ 51 ] [ 52 ] |
| 芝加哥影評人協會獎        | 2024年12月11日 | 最佳攝影                             | 薩永布·穆克迪普羅            | 提名 | [ 51 ] [ 52 ] |
| 芝加哥影評人協會獎        | 2024年12月11日 | 最佳剪接                             | 馬可·哥斯達                  | 獲獎 | [ 51 ] [ 52 ] |
| 芝加哥影評人協會獎        | 2024年12月11日 | 最佳原創配樂                         | 特倫特·雷澤諾、阿提克斯·羅斯 | 獲獎 | [ 51 ] [ 52 ] |
| 拉斯維加斯影評人協會獎    | 2024年12月13日 | 最佳剪接                             | 馬可·哥斯達                  | 提名 | [ 53 ]        |
| 拉斯維加斯影評人協會獎    | 2024年12月13日 | 最佳配樂                             | 特倫特·雷澤諾、阿提克斯·羅斯 | 提名 | [ 53 ]        |
| 三藩市灣區影評人協會獎    | 2024年12月15日 | 最佳剪接                             | 馬可·哥斯達                  | 提名 | [ 54 ]        |
| 三藩市灣區影評人協會獎    | 2024年12月15日 | 最佳原創配樂                         | 特倫特·雷澤諾、阿提克斯·羅斯 | 提名 | [ 54 ]        |
| 聖路易斯影評人協會獎      | 2024年12月15日 | 最佳原創配樂                         | 特倫特·雷澤諾、阿提克斯·羅斯 | 亚军 | [ 55 ]        |
| 波士頓在線影評人協會獎    | 2024年12月15日 | 最佳配樂                             | 特倫特·雷澤諾、阿提克斯·羅斯 | 獲獎 | [ 56 ]        |
| 多倫多影評人協會獎        | 2024年12月15日 | 最佳原創劇本                         | 賈斯汀·庫里茨克斯            | 亚军 | [ 57 ]        |
| 印第安納電影記者協會獎    | 2024年12月16日 | 最佳影片                             | 《挑戰者》                   | 提名 | [ 58 ]        |
| 印第安納電影記者協會獎    | 2024年12月16日 | 最佳導演                             | 魯卡·加達連奴                | 提名 | [ 58 ]        |
| 印第安納電影記者協會獎    | 2024年12月16日 | 最佳剪接                             | 馬可·哥斯達                  | 提名 | [ 58 ]        |
| 印第安納電影記者協會獎    | 2024年12月16日 | 最佳攝影                             | 薩永布·穆克迪普羅            | 提名 | [ 58 ]        |
| 印第安納電影記者協會獎    | 2024年12月16日 | 最佳配樂                             | 特倫特·雷澤諾、阿提克斯·羅斯 | 亚军 | [ 58 ]        |
| 紐約線上影評人協會獎      | 2024年12月16日 | 最佳音樂運用                         | 《挑戰者》                   | 提名 | [ 59 ]        |
| 西雅圖影評人協會獎        | 2024年12月16日 | 最佳影片                             | 《挑戰者》                   | 提名 | [ 60 ]        |
| 西雅圖影評人協會獎        | 2024年12月16日 | 最佳男配角                           | 佐斯·奧康納                  | 提名 | [ 60 ]        |
| 西雅圖影評人協會獎        | 2024年12月16日 | 最佳原創配樂                         | 特倫特·雷澤諾、阿提克斯·羅斯 | 獲獎 | [ 60 ]        |
| 東南影評人協會獎          | 2024年12月16日 | 前十最佳電影                         | 《挑戰者》                   | 第五 | [ 61 ]        |
| 東南影評人協會獎          | 2024年12月16日 | 最佳配樂                             | 特倫特·雷澤諾、阿提克斯·羅斯 | 獲獎 | [ 61 ]        |
| 達拉斯—沃斯堡影評人協會獎 | 2024年12月18日 | 最佳配樂                             | 特倫特·雷澤諾、阿提克斯·羅斯 | 亚军 | [ 62 ]        |
| 佛羅里達影評人協會獎      | 2024年12月20日 | 最佳男主角                           | 佐斯·奧康納                  | 提名 | [ 63 ]        |
| 佛羅里達影評人協會獎      | 2024年12月20日 | 最佳演員                             | 《挑戰者》                   | 提名 | [ 63 ]        |
| 佛羅里達影評人協會獎      | 2024年12月20日 | 最佳導演                             | 魯卡·加達連奴                | 提名 | [ 63 ]        |
| 佛羅里達影評人協會獎      | 2024年12月20日 | 最佳原創劇本                         | 賈斯汀·庫里茨克斯            | 提名 | [ 63 ]        |
| 佛羅里達影評人協會獎      | 2024年12月20日 | 最佳攝影                             | 薩永布·穆克迪普羅            | 提名 | [ 63 ]        |
| 佛羅里達影評人協會獎      | 2024年12月20日 | 最佳配樂/原聲                        | 特倫特·雷澤諾、阿提克斯·羅斯 | 獲獎 | [ 63 ]        |
| 女性影評人線上協會獎      | 2024年12月23日 | 最佳女主角                           | 千蒂亞                       | 提名 | [ 64 ]        |
| 女性影評人線上協會獎      | 2024年12月23日 | 最佳整體演出                         | 《挑戰者》                   | 提名 | [ 64 ]        |
| 女性影評人線上協會獎      | 2024年12月23日 | 最佳原創劇本                         | 《挑戰者》                   | 提名 | [ 64 ]        |
| 女性影評人線上協會獎      | 2024年12月23日 | 最佳剪接                             | 《挑戰者》                   | 獲獎 | [ 64 ]        |
| 英國影評人協會獎          | 2024年12月30日 | 年度電影                             | 《挑戰者》                   | 提名 | [ 65 ]        |
| 英國影評人協會獎          | 2024年12月30日 | 最佳導演                             | 魯卡·加達連奴                | 提名 | [ 65 ]        |
| 佛羅里達中部影評人協會獎  | 2025年1月2日   | 最佳剪接                             | 《挑戰者》                   | 獲獎 | [ 66 ]        |
| 佛羅里達中部影評人協會獎  | 2025年1月2日   | 最佳配樂                             | 《挑戰者》                   | 獲獎 | [ 66 ]        |
| 佛羅里達中部影評人協會獎  | 2025年1月2日   | 最佳原創歌曲                         | "Compress/Repress"           | 亚军 | [ 66 ]        |
| 哥倫布影評人協會獎        | 2025年1月2日   | 最佳電影                             | 《挑戰者》                   | 提名 | [ 67 ]        |
| 哥倫布影評人協會獎        | 2025年1月2日   | 最佳整體演出                         | 《挑戰者》                   | 提名 | [ 67 ]        |
| 哥倫布影評人協會獎        | 2025年1月2日   | 年度演員                             | 千蒂亞                       | 提名 | [ 67 ]        |
| 哥倫布影評人協會獎        | 2025年1月2日   | 最佳電影剪接                         | 馬可·哥斯達                  | 獲獎 | [ 67 ]        |
| 哥倫布影評人協會獎        | 2025年1月2日   | 最佳原創劇本                         | 積斯甸·庫里茨克斯            | 提名 | [ 67 ]        |
| 哥倫布影評人協會獎        | 2025年1月2日   | 最佳配樂                             | 特倫特·雷澤諾、阿提克斯·羅斯 | 獲獎 | [ 67 ]        |
| 北卡羅萊納影評人協會獎    | 2025年1月3日   | 最佳敘事電影                         | 《挑戰者》                   | 提名 | [ 68 ]        |
| 北卡羅萊納影評人協會獎    | 2025年1月3日   | 最佳導演                             | 魯卡·加達連奴                | 提名 | [ 68 ]        |
| 北卡羅萊納影評人協會獎    | 2025年1月3日   | 最佳女主角                           | 千蒂亞                       | 提名 | [ 68 ]        |
| 北卡羅萊納影評人協會獎    | 2025年1月3日   | 最佳原創劇本                         | 《挑戰者》                   | 提名 | [ 68 ]        |
| 北卡羅萊納影評人協會獎    | 2025年1月3日   | 最佳攝影                             | 《挑戰者》                   | 提名 | [ 68 ]        |
| 北卡羅萊納影評人協會獎    | 2025年1月3日   | 最佳剪接                             | 《挑戰者》                   | 獲獎 | [ 68 ]        |
| 北卡羅萊納影評人協會獎    | 2025年1月3日   | 最佳配樂                             | 《挑戰者》                   | 獲獎 | [ 68 ]        |
| 北卡羅萊納影評人協會獎    | 2025年1月3日   | 最佳原創歌曲                         | "Compress/Repress"           | 獲獎 | [ 68 ]        |
| 北卡羅萊納影評人協會獎    | 2025年1月3日   | 最佳聲效設計                         | 《挑戰者》                   | 提名 | [ 68 ]        |
| 奧克拉荷馬影評人協會獎    | 2025年1月3日   | 前十最佳電影                         | 《挑戰者》                   | 第四 | [ 69 ]        |
| 奧克拉荷馬影評人協會獎    | 2025年1月3日   | 最佳配樂                             | 《挑戰者》                   | 獲獎 | [ 69 ]        |
| 奧克拉荷馬影評人協會獎    | 2025年1月3日   | 最佳作品集                           | 魯卡·加達連奴                | 亚军 | [ 69 ]        |
| 大西紐約影評人協會獎      | 2025年1月4日   | 最佳電影                             | 《挑戰者》                   | 獲獎 | [ 70 ]        |
| 大西紐約影評人協會獎      | 2025年1月4日   | 最佳導演                             | 魯卡·加達連奴                | 獲獎 | [ 70 ]        |
| 大西紐約影評人協會獎      | 2025年1月4日   | 最佳原創劇本                         | 積斯甸·庫里茨克斯            | 提名 | [ 70 ]        |
| 大西紐約影評人協會獎      | 2025年1月4日   | 最佳攝影                             | 薩永布·穆克迪普羅            | 提名 | [ 70 ]        |
| 大西紐約影評人協會獎      | 2025年1月4日   | 最佳剪接                             | 馬可·哥斯達                  | 獲獎 | [ 70 ]        |
| 大西紐約影評人協會獎      | 2025年1月4日   | 最佳原創配樂                         | 特倫特·雷澤諾、阿提克斯·羅斯 | 獲獎 | [ 70 ]        |
| 堪薩斯影評人協會獎        | 2025年1月4日   | 最佳原創配樂                         | 《挑戰者》                   | 獲獎 | [ 71 ]        |
| 金球獎                    | 2025年1月5日   | 最佳音樂及喜劇電影                   | 《挑戰者》                   | 提名 | [ 72 ]        |
| 金球獎                    | 2025年1月5日   | 最佳音樂及喜劇類電影女主角           | 千蒂亞                       | 提名 | [ 72 ]        |
| 金球獎                    | 2025年1月5日   | 最佳原創配樂                         | 特倫特·雷澤諾、阿提克斯·羅斯 | 獲獎 | [ 72 ]        |
| 金球獎                    | 2025年1月5日   | 最佳原創歌曲                         | "Compress/Repress"           | 提名 | [ 72 ]        |
| 奧斯汀影評人協會獎        | 2025年1月6日   | 最佳原創劇本                         | 積斯甸·庫里茨克斯            | 提名 | [ 73 ]        |
| 奧斯汀影評人協會獎        | 2025年1月6日   | 最佳原創配樂                         | 特倫特·雷澤諾、阿提克斯·羅斯 | 提名 | [ 73 ]        |
| 女性電影記者聯盟獎        | 2025年1月7日   | 最佳群戲和選角總監                   | 《挑戰者》                   | 提名 | [ 74 ]        |
| 明尼蘇達影評人聯盟獎      | 2025年1月10日  | 最佳電影                             | 《挑戰者》                   | 提名 | [ 75 ]        |
| 明尼蘇達影評人聯盟獎      | 2025年1月10日  | 最佳導演                             | 魯卡·加達連奴                | 提名 | [ 75 ]        |
| 明尼蘇達影評人聯盟獎      | 2025年1月10日  | 最佳女主角                           | 千蒂亞                       | 提名 | [ 75 ]        |
| 明尼蘇達影評人聯盟獎      | 2025年1月10日  | 最佳整體演出                         | 《挑戰者》                   | 提名 | [ 75 ]        |
| 明尼蘇達影評人聯盟獎      | 2025年1月10日  | 最佳原創劇本                         | 積斯甸·庫里茨克斯            | 獲獎 | [ 75 ]        |
| 明尼蘇達影評人聯盟獎      | 2025年1月10日  | 最佳電影剪接                         | 《挑戰者》                   | 獲獎 | [ 75 ]        |
| 明尼蘇達影評人聯盟獎      | 2025年1月10日  | 最佳攝影                             | 《挑戰者》                   | 提名 | [ 75 ]        |
| 明尼蘇達影評人聯盟獎      | 2025年1月10日  | 最佳音樂                             | 《挑戰者》                   | 獲獎 | [ 75 ]        |
| 明尼蘇達影評人聯盟獎      | 2025年1月10日  | 最佳聲效                             | 《挑戰者》                   | 提名 | [ 75 ]        |
| 音樂之城影評人協會獎      | 2025年1月10日  | 最佳電影                             | 《挑戰者》                   | 提名 | [ 76 ]        |
| 音樂之城影評人協會獎      | 2025年1月10日  | 最佳剪接                             | 《挑戰者》                   | 獲獎 | [ 76 ]        |
| 音樂之城影評人協會獎      | 2025年1月10日  | 最佳劇本                             | 《挑戰者》                   | 提名 | [ 76 ]        |
| 音樂之城影評人協會獎      | 2025年1月10日  | 最佳原創歌曲                         | "Compress/Repress"           | 提名 | [ 76 ]        |
| 音樂之城影評人協會獎      | 2025年1月10日  | 最佳配樂                             | 《挑戰者》                   | 獲獎 | [ 76 ]        |
| 猶他影評人協會獎          | 2025年1月11日  | 最佳原創配樂                         | 特倫特·雷澤諾、阿提克斯·羅斯 | 獲獎 | [ 77 ]        |
| 夏威夷影評人協會獎        | 2025年1月13日  | 最佳攝影                             | 《挑戰者》                   | 提名 | [ 78 ]        |
| 夏威夷影評人協會獎        | 2025年1月13日  | 最佳原創配樂                         | 《挑戰者》                   | 提名 | [ 78 ]        |
| 北達科他電影協會獎        | 2025年1月13日  | 最佳剪接                             | 馬可·哥斯達                  | 獲獎 | [ 79 ]        |
| 北達科他電影協會獎        | 2025年1月13日  | 最佳原創配樂                         | 特倫特·雷澤諾、阿提克斯·羅斯 | 獲獎 | [ 79 ]        |
| 北達科他電影協會獎        | 2025年1月13日  | 最佳原創歌曲                         | "Compress/Repress"           | 獲獎 | [ 79 ]        |
| 休斯頓影評人協會獎        | 2025年1月14日  | 最佳原創配樂                         | 特倫特·雷澤諾、阿提克斯·羅斯 | 獲獎 | [ 80 ]        |
| 休斯頓影評人協會獎        | 2025年1月14日  | 最佳原創歌曲                         | "Compress/Repress"           | 提名 | [ 80 ]        |
| 女性影評人協會獎          | 2025年1月15日  | 最佳性別平等                         | 《挑戰者》                   | 獲獎 | [ 81 ]        |
| 芝加哥獨立影評人獎        | 2025年1月18日  | 最佳影業電影                         | 《挑戰者》                   | 提名 | [ 82 ]        |
| 芝加哥獨立影評人獎        | 2025年1月18日  | 最佳剪接                             | 馬可·哥斯達                  | 獲獎 | [ 82 ]        |
| 芝加哥獨立影評人獎        | 2025年1月18日  | 最佳原創配樂                         | 特倫特·雷澤諾、阿提克斯·羅斯 | 提名 | [ 82 ]        |
| 芝加哥獨立影評人獎        | 2025年1月18日  | 最佳原創歌曲                         | "Compress/Repress"           | 獲獎 | [ 82 ]        |
| 線上影評人協會            | 2025年1月27日  | 最佳影片                             | 《挑戰者》                   | 提名 | [ 83 ]        |
| 線上影評人協會            | 2025年1月27日  | 最佳原創劇本                         | 積斯甸·庫里茨克斯            | 提名 | [ 83 ]        |
| 線上影評人協會            | 2025年1月27日  | 最佳剪接                             | 馬可·哥斯達                  | 獲獎 | [ 83 ]        |
| 線上影評人協會            | 2025年1月27日  | 最佳原創音樂                         | 特倫特·雷澤諾、阿提克斯·羅斯 | 獲獎 | [ 83 ]        |
| 格林美獎                  | 2025年2月2日   | 最佳視覺媒體原聲配樂                 | 《挑戰者（原聲帶）》         | 提名 | [ 84 ]        |
| 服裝設計師工會獎          | 2025年2月6日   | 傑出當代電影                         | 祖拿芬·安達臣                | 提名 | [ 85 ]        |
| 評論家選擇電影獎          | 2025年2月7日   | 最佳原創劇本                         | 積斯甸·庫里茨克斯            | 提名 | [ 86 ]        |
| 評論家選擇電影獎          | 2025年2月7日   | 最佳剪接                             | 馬可·哥斯達                  | 獲獎 | [ 86 ]        |
| 評論家選擇電影獎          | 2025年2月7日   | 最佳配樂                             | 特倫特·雷澤諾、阿提克斯·羅斯 | 獲獎 | [ 86 ]        |
| 評論家選擇電影獎          | 2025年2月7日   | 最佳歌曲                             | "Compress/Repress"           | 提名 | [ 86 ]        |
| 美國選角協會奧提歐斯獎    | 2025年2月12日  | 大預算喜劇電影選角傑出成就           | 法蘭辛·梅斯爾、莫莉·羅絲     | 提名 | [ 87 ]        |
| 作曲家和作詞家協會獎      | 2025年2月12日  | 最佳喜劇或音樂類視覺媒體製作原創歌曲 | "Compress/Repress"           | 獲獎 | [ 88 ]        |
| 美國編劇工會獎            | 2025年2月15日  | 最佳原創劇本                         | 積斯甸·庫里茨克斯            | 提名 | [ 89 ]        |
| 黑膠卷獎                  | 2025年2月17日  | 最佳電影                             | 《挑戰者》                   | 提名 | [ 90 ]        |
| 黑膠卷獎                  | 2025年2月17日  | 最佳主角演出                         | 千蒂亞                       | 提名 | [ 90 ]        |
| 美國電影剪接師協會艾迪獎  | 2025年3月14日  | 最佳剪接喜劇或音樂類電影             | 馬可·哥斯達                  | 提名 | [ 91 ]        |

## 外部連結
- 互联网电影数据库（IMDb）上《挑戰者》的资料（英文）